# Giancarlo Tomelin
Giancarlo Tomelin (Blumenau, 3 de julho de 1973) é um empresário e político brasileiro.
Filho de Nelson Tomelin e de Josefina Amábile dos Santos Tomelin. Casou com Kelly Graff.
Foi candidato a deputado estadual para a Assembleia Legislativa de Santa Catarina (ALESC) em 2006 pelo Partido da Social Democracia Brasileira (PSDB), obtendo 9.970 votos e ficando como suplente. Foi convocado três vezes para assumir como deputado para a 16ª legislatura (2007 — 2011), em 2008, 2009 e 2010, em função de afastamentos de deputados.